# Graham Dechter
Graham Dechter (né en 1986 à Santa Monica, Californie) est un guitariste, compositeur et arrangeur de jazz américain. Membre du Clayton-Hamilton Jazz Orchestra dès l’âge de 19 ans, il est inspiré par la tradition des guitaristes de l'après-guerre (Wes Montgomery, Barney Kessel, Herb Ellis) tout en développant une voix personnelle, empreinte d’une certaine sensibilité mélodique.

## Biographie
Graham Dechter grandit dans une famille de musiciens à Los Angeles, où il commence le violon à l’âge de 5 ans, composant déjà de petits morceaux orchestraux. Il fréquente l’Idyllwild Arts Academy, où il se forme à l’improvisation auprès du contrebassiste Marshall Hawkins, et découvre la guitare. Il poursuit ensuite ses études au Eastman School of Music (Rochester), mais interrompt son cursus après un an, lorsqu’il est invité par Jeff Hamilton à rejoindre le Clayton-Hamilton Jazz Orchestra, devenant à 19 ans le plus jeune membre de l’ensemble.
En parallèle, il collabore avec des artistes de renom tels que Michael Bublé, Kurt Elling, Roy Hargrove, Wynton Marsa lis et Nancy Wilson. Il se produit régulièrement aux États-Unis et en Europe, dans des salles prestigieuses comme le Kennedy Center, le Lincoln Center ou le Hollywood Bowl.

## Style et influences
Graham Dechter s’inspire de guitaristes comme Wes Montgomery, Herb Ellis, Grant Green, Joe Pass, Jim Hall ou Ed Bickert. Son jeu se caractérise par un son chaud, des phrasés mélodiques, un legato expressif et une certaine rigueur rythmique. Il cherche un équilibre entre l’hommage à la tradition et une expression personnelle contemporaine. Son sens de l’arrangement lui permet de diriger aussi bien des quartets que des grands ensembles.

## Discographie

### En tant que leader
- Right On Time (2009, Capri Records)[5]
- Takin’ It There (2012, Capri Records)[5]
- Major Influence (2021, Capri Records)[5]

### En tant que sideman (sélection)
- Clayton-Hamilton Jazz Orchestra – Christmas Songs and Other Tunes (2005)
- Michael Bublé – Christmas (2011)
- Eliane Elias – Made in Brazil (2015)
- Tamir Hendelman – California Hang (2022)

## Récompenses
- Nommé dans la catégorie « Rising Star Guitarist » au DownBeat Critics Poll (2013)
- Membre régulier du Clayton-Hamilton Jazz Orchestra, plusieurs fois récompensé aux Grammy Awards